# پیتر مدن
پیتر مدن (انگلیسی: Peter Madden؛ ۹ اوت ۱۹۰۴ – ۲۴ فوریه ۱۹۷۶) یک هنرپیشه اهل انگلستان بود.

## بخشی از فیلم‌شناسی
- خروج (۱۹۶۰)
- شنبه‌شب و صبح یکشنبه (۱۹۶۰)
- از روسیه همراه با عشق (۱۹۶۳)
- خانه وحشت دکتر ترور (۱۹۶۴)
- دکتر ژیواگو (۱۹۶۵)
- زندگی خصوصی شرلوک هولمز (۱۹۷۰)
- هنری هشتم (۱۹۷۲)
- رسالت (۱۹۷۶)